# Olivier de Chazeaux
Pour les articles homonymes, voir Chazeaux (homonymie).
Olivier de Chazeaux-Boutet, dit Olivier de Chazeaux, né le 13 mars 1961 à Toulon, est un avocat spécialisé dans l’industrie des télécoms, le droit public et le droit de la concurrence, et homme politique français, secrétaire général de la Fédération radicale de Paris.
Il est maire RPR de Levallois-Perret (Hauts-de-Seine) de 1995 à 2001 (après avoir battu Patrick Balkany, maire sortant), et député des Hauts-de-Seine entre 1997 et 2002.

## Carrière professionnelle
Il est marié et père de 3 enfants. Titulaire d'une maitrise de droit privé (Université Paris Descartes, 1987) et titulaire d'un Master of Laws en droit international de l'American University Washington College of Law (1988), il est depuis 1989 avocat au barreau de Paris. Il est notamment avocat Of Counsel au sein du département médias et télécommunications du cabinet Landwell et Associés (2002-2003), avocat associé et membre fondateur du cabinet Taylor Wessing France (2003-2009), avocat associé au cabinet Nixon Peabody (2009-2013), avocat associé au cabinet Stephenson Harwood (2013-2015), associé fondateur du Groupe Harbour Avocats (depuis 2016).[réf. souhaitée]

### Fonctions électives
- 1995-2001 : maire de Levallois-Perret
- 1997-2002 : député de la 5e circonscription des Hauts-de-Seine

## Distinctions
- Chevalier de la Légion d'honneur (8 avril 2007)[2]

## Ouvrage
- Maryse Hilsz, La femme qui aimait tant le ciel, éditions JC Lattès, 1999 - Prix Guynemer 2001.